# Poduplaszki-völgy
A Poduplaszki-völgy (szlovákul Bielovodská dolina, lengyelül Dolina Białej Wody, németül Poduplaskital, Alpengrund) egy kiterjedt völgyrendszer Szlovákiában, a Magas-Tátra északi oldalán, tulajdonképpen a Bialka-völgy folytatása.

## Elnevezése
Neve a szlovák pod úplazom (a.m. meredek hegyoldal alatt, lejtő alatt) kifejezés meg nem értéséből vagy félreértéséből keletkezett. Grósz Alfréd helyette a Karám-völgy elnevezést javasolta, de a Poduplaszki-völgy elnevezést elterjedése miatt nem lehet kiirtani. 
A Fehér-vízi-völgy elnevezés a lengyel Dolina Białki = Bialka-völgy fordítása, ezzel megegyezik a szlovák név is: Bielovodská dolina = Fehér-vízi-völgy. A lengyel elnevezés is ezt jelenti: Dolina Białej Wody = Fehér-vízi-völgy. 
Grósz Alfréd javaslata nagyon is indokolt, mert a völgyben lévő Poduplaszki-réten hajdan Szepesgyörke, Feketebérc, Répásfalu (ma lengyelországi községek) és Lándok pásztorainak karámjai voltak. Írott alakban először Sydow közli „Podieplazsky Thal”-ként. A pásztorok „Dolina pod Wysoką” = Viszoka alatti völgy" néven is emlegették, ez a régi lengyel forrásokban meg is jelent, sőt németesített alakban Göran Wahlenberg „Flora Carpatorum Principalium” című 1814-ben kiadott művében mint „Wiszokathal”.

## Földrajz
A völgy 7 km hosszú, 20 km² területű. Völgyzárlatát a főgerinc 8,5 km hosszú, a Tengerszem-csúcstól a Jávor-csúcsig terjedő szakasza, valamint a Tengerszem-csúcs északi oldalgerince (Békás-csúcs csoportja) és a Javorinai Siroka (Széles-hegy) szárnyvonulata (Jávor-gerinc) alkotják.
A Poduplaszki-völgy egyike a legszebb és legnagyobb tátrai völgyeknek. A völgy alsó része erdős, míg felső szintjén kisebb mellékvölgyekre tagolódik. A völgy zárlatánál megkapó sziklaamfiteátrumban gyönyörködhet az arra járó. A hegymászók többnyire nem csak gyönyörködni szoktak, hisz ez a környék egyike a Magas-Tátra legnagyszerűbb mászókörzeteinek. Szép mellékvölgyei a következők: Poduplaszki-Békás-tavak völgye, Cseh-tavi-völgy a Lejtő-völggyel, Kacsa-völgy, Litvor-völgy, Poduplaszki-Marmota-völgy, Rovinki-völgy. 
A környéken emelkedő főbb csúcsok: Molnár, Tengerszem-csúcs, Tátra-csúcs, Ganek, Ruman-csúcs, Márta-csúcs, Jeges-tavi-csúcs, Batizfalvi-csúcs, Hátsó-Gerlachfalvi-csúcs, Kis-Viszóka-csúcs, Közép-hegység, Jávor-csúcs, Siroka, és így tovább. A völgyben folyik a Bialka-patak nevű folyócska, mely a Bialka-völgyben az államhatárt szabja meg napjainkban Szlovákia és Lengyelország között. Még a Bialka-völgyben, a Bialka-réten van a Tátrai Nemzeti Park (TANAP) erdészháza (szálláslehetőség nincs). A Poduplaszki-völgyben a Karám-réten (Pod Viszoka-réten) található egy hegymászótábor. 
A völgy több oldalvölgyre ágazik szét, az oldalvölgyek aztán tovább ágaznak. Önmaga a Poduplaszki-völgy is a Bialka-völgy része, a völgy struktúrája a következő: 
| Nyugati oldal - Waksmundi-völgy - Roztoka-völgy - Bükk-völgyecske (Buczyna-völgyecske) - Lengyel-Öt-tó völgye - Puszta-völgyecske - Koło-katlan - Halastavi-völgy - Barát-völgy | Keleti oldal - Vörös-völgy - Rom-kert (Rozpadlina) - Szepesi Miska-völgy - Litvor-árok - Rovinki-völgy (Rézsű-völgy) - Poduplaszki-Marmota-völgy - Lengyel-nyereg alatti Fagyott-tó katlana - Kacsa-völgy - Litvor-völgy - Vaskapu-torony katlana - Kacsa-völgyi-szakadék - Cseh-tavi-völgy (Rejtett-völgy) - Lejtő-völgy - Poduplaszki-Békás-tavak völgye |

## Szálláslehetőségek
A Poduplaszki-völgyben elszállásolási, vagy élelmezési lehetőség nincs. A Karám-réten (Pod Viszoka réten) lévő hegymászótábort csak szervezett hegymászók, és kizárólag a Tátrai Nemzeti Park Hegyi Mentőszolgálata írásbeli jóváhagyásával használhatják. A tábor kapacitása: 15 sátor 30 főre. Legközelebbi egyéb szálláslehetőségek: Javorina; valamint a Hunfalvy-hágó alatti menedékház. 
Megjegyzés: A felsőbb mellékvölgyekben bivaklehetőségek vannak.

## Megközelítés
Javorinából kocsiúton a kék turistajelzés mentén a hegymászótáborig (3 1/2 óra). 

## Átmenet a szomszédos területekre
- A Javorinából jövő kék jelzés mentén tovább a Kacsa-völgybe (1 óra), majd a Litvor-völgyön keresztül a Poduplaszki-Marmota-völgy felső részére (1 1/4 óra). Tovább a kék jelzésen a Rovátkára s át a Nagy-Tarpataki-völgybe, a Hosszú-tavi menedékházhoz (1 3/4 óra).
- A Fagyott-tónál jobbra a zöld jelzésen, át a Felkai-völgybe, a Sziléziai menedékházhoz (1 3/4 óra).
- Ha a Kacsa-völgyben letérünk a kékkel jelzett ösvényről, s a völgy felső szintjére vezető úton haladunk, rézsút jobbra a Keleti-Vaskapu-hágó széles és meredek, gyakran behavazott folyosójáig, abban fel a hágóba (2 1/2 óra), s a túloldalon le az Omladék-völgybe. A Poprádi-tóig 1 1/2 óra az út.
- A tábortól, az erdőben, jelzetlen ösvényen, egyenesen a Cseh-tóig (1 óra). Onnan a Fagyott-tó mellett fel a Hunfalvy-hágóba (2 1/2 óra), s a piros jelzésen 10 perc alatt a Hunfalvy-völgyi házba.